# Rhombophyllum dyeri
Rhombophyllum dyeri är en isörtsväxtart som först beskrevs av L. Bol., och fick sitt nu gällande namn av H.E.K. Hartmann. Rhombophyllum dyeri ingår i släktet Rhombophyllum och familjen isörtsväxter. Inga underarter finns listade i Catalogue of Life.